# Lenin, din gavtyv!
Lenin, din gavtyv! er en dansk komediefilm fra 1972 instrueret af Kirsten Stenbæk der sammen med Bent Grasten havde skrevet manuskriptet. Filmen vandt to Bodilpriser, hvoraf den ene gik til Jørgen Ryg for bedste mandlige birolle.

## Handling
Lenins rejse i 1917 med plomberet tog fra Zürich til Sankt Petersborg serveret som crazy-komedie. Den store revolutionsteoretiker må igennem talrige skøre forviklinger inden han kan nå hjem og starte sin Oktoberrevolution.

## Medvirkende
- Peter Steen som Lenin
- Dirch Passer som general Ludendorff
- Jørgen Ryg som adjudant Mühlhausen
- Judy Gringer som Madame Holliday
- Ove Sprogøe som ambassadør Mulligan
- Lisbet Lundquist som Liza (fyrstinde Zenia)
- Ulf Pilgaard som lokomotivfører
- Pedro Biker som zaren
- Otto Brandenburg som zarens livvagt/pølsemand i Berlin
- Bodil Udsen som en tysk socialdemokrat
- Per Bentzon Goldschmidt som Kerenskij
- Gotha Andersen som piberenseren